# Mucronella pendula
Mucronella pendula är en svampart som först beskrevs av George Edward Massee, och fick sitt nu gällande namn av R.H. Petersen 1980. Mucronella pendula ingår i släktet Mucronella och familjen fingersvampar.   Inga underarter finns listade i Catalogue of Life.

## Bildgalleri

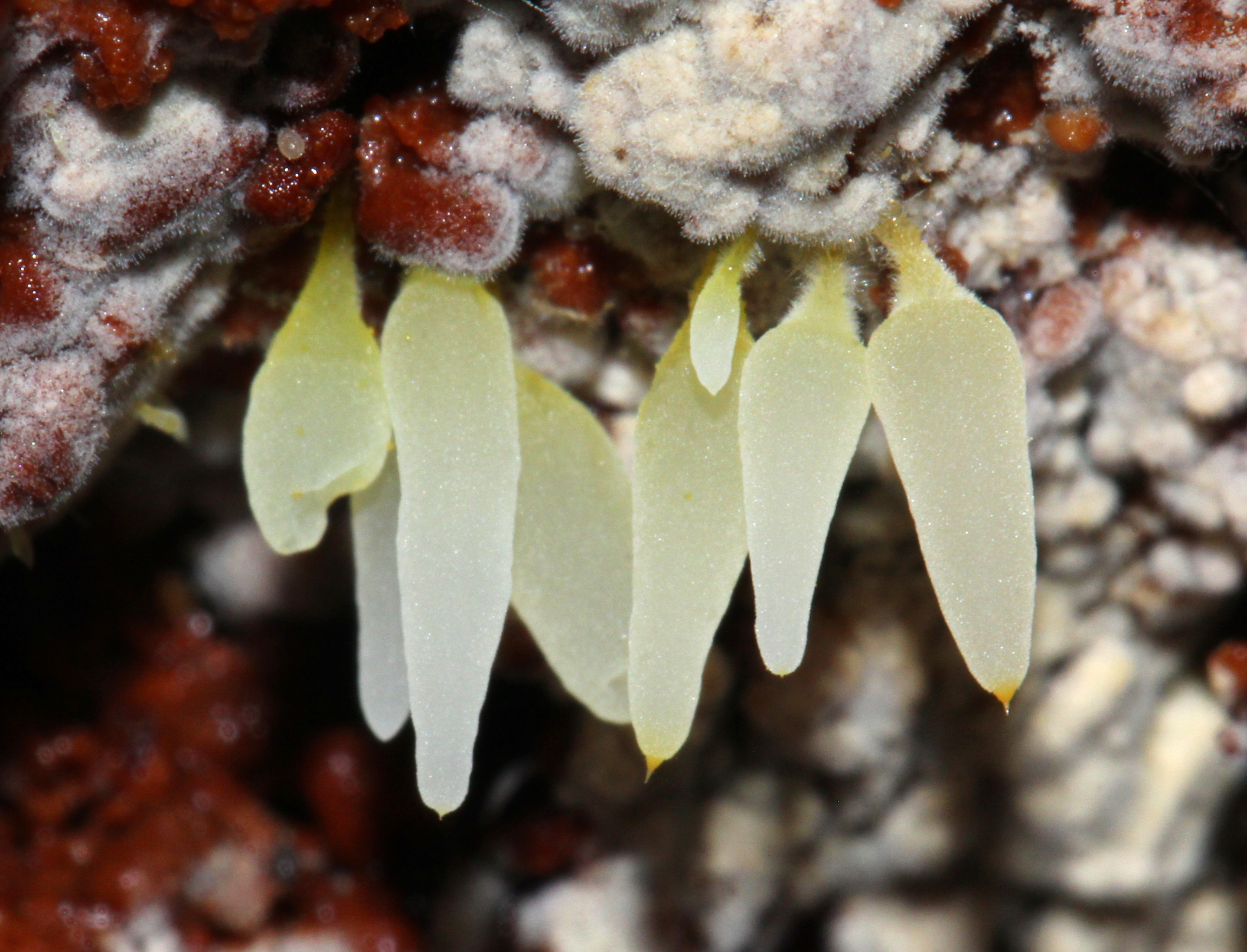